# Angelo Caro
Angelo Caro Narváez (Chiclayo, 27 de agosto de 1999) é um skatista profissional peruano.

## Carreira
Caro compete profissionalmente desde 2014, quando já se consagrou campeão nacional. No Campeonato Mundial de Skate de 2019 em São Paulo, ficou na sétima posição. Como um dos mais bem colocados no ranking mundial, foi classificado para participar do skate street masculino nos Jogos Olímpicos de Verão de 2020 em Tóquio. Na competição, chegou à final do street e conquistou o quinto lugar.